# 丹佛龍屬
丹佛龍（屬名：Denversaurus）是結節龍科的一屬甲龍類恐龍，生存於晚白堊世馬斯垂克階晚期的北美洲西部。過去一度被一些研究人員視為埃德蒙頓甲龍的次異名，但現今的研究指出牠是獨立的屬。

## 發現

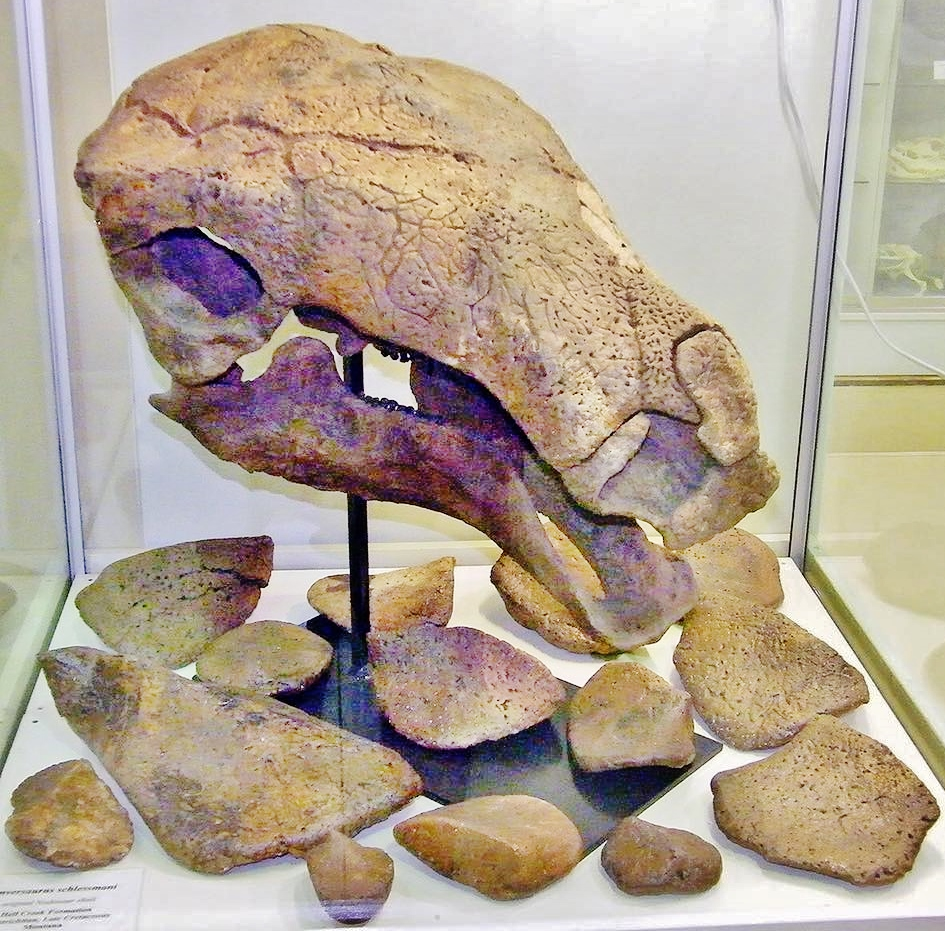
頭骨和裝甲

1922年，任職於科羅拉多自然史博物館（丹佛自然科學博物館的前身）的技師兼採集者菲力普·雷海默（Philip Reinheimer）在南達科塔州科森郡的頹托牧場（Twito Ranch）附近發現了一種來自馬斯垂克階蘭斯組的甲龍類化石。1943年，美國古生物學家巴納姆·布朗將該發現歸入長頭埃德蒙頓甲龍。
1988年，羅伯特·巴克決定將埃德蒙頓甲龍屬下的物種拆分出來：粗齒埃德蒙頓甲龍建立成獨立的亞屬查斯騰伯格龍（Chassternbergia）；丹佛的化石則被命名及敘述為新屬新種：模式種施氏丹佛龍（Denversaurus schlessmani），屬名代表科羅拉多州丹佛市的丹佛自然史博物館，種名紀念博物館的主要贊助者兼施萊斯曼家族基金會的創辦人李·施萊斯曼（Lee E. Schlessman）。
正模標本DMNH 468出土於南達科塔州馬斯垂克階晚期的蘭斯組，包含一個缺乏下頜的頭骨與數個身體裝甲的皮內成骨，保存於丹佛自然科學博物館。巴克將第二件標本AMNH 3076歸入本屬，一個由布朗和美國自然史博物館古生物學家羅蘭·伯德在德州布魯斯德郡螺絲溪（Tornillo Creek）大約也是上白堊紀馬斯垂克階的阿古哈組地層中發現的頭骨。
黑丘地質研究機構的科學家在懷俄明州奈厄布拉勒郡發現了一具結節龍科骨骼也被鑑定為丹佛龍，暱稱為「坦克（Tank）」，標本包含下頜、部分身體和約一百個皮內成骨，目前保存於洛磯山恐龍資源中心，館藏編號BHI 127327。
丹佛龍的有效性受到肯尼斯·卡彭特1990年關於甲龍類分類學論文的質疑，他指出巴克對丹佛龍的鑑定主要是根據他自己對正模標本未破碎狀態的藝術復原。鑒於DMNH 468發現時已破碎，卡彭特將其歸入埃德蒙頓甲龍未命名種，甚至指出其與粗齒埃德蒙頓甲龍的相似性。數位研究人員將丹佛龍視為粗齒埃德蒙頓甲龍或長頭埃德蒙頓甲龍的異名，或是另外的有效種施氏埃德蒙頓甲龍（Edmontonia schlessmani）。
在一份2015年的論文摘要中，麥可·本斯（Michael Burns）修正了白堊紀最末期西部內陸的結節龍科系統分類，依照系統發生學位置丹佛龍為有效屬。

## 敘述

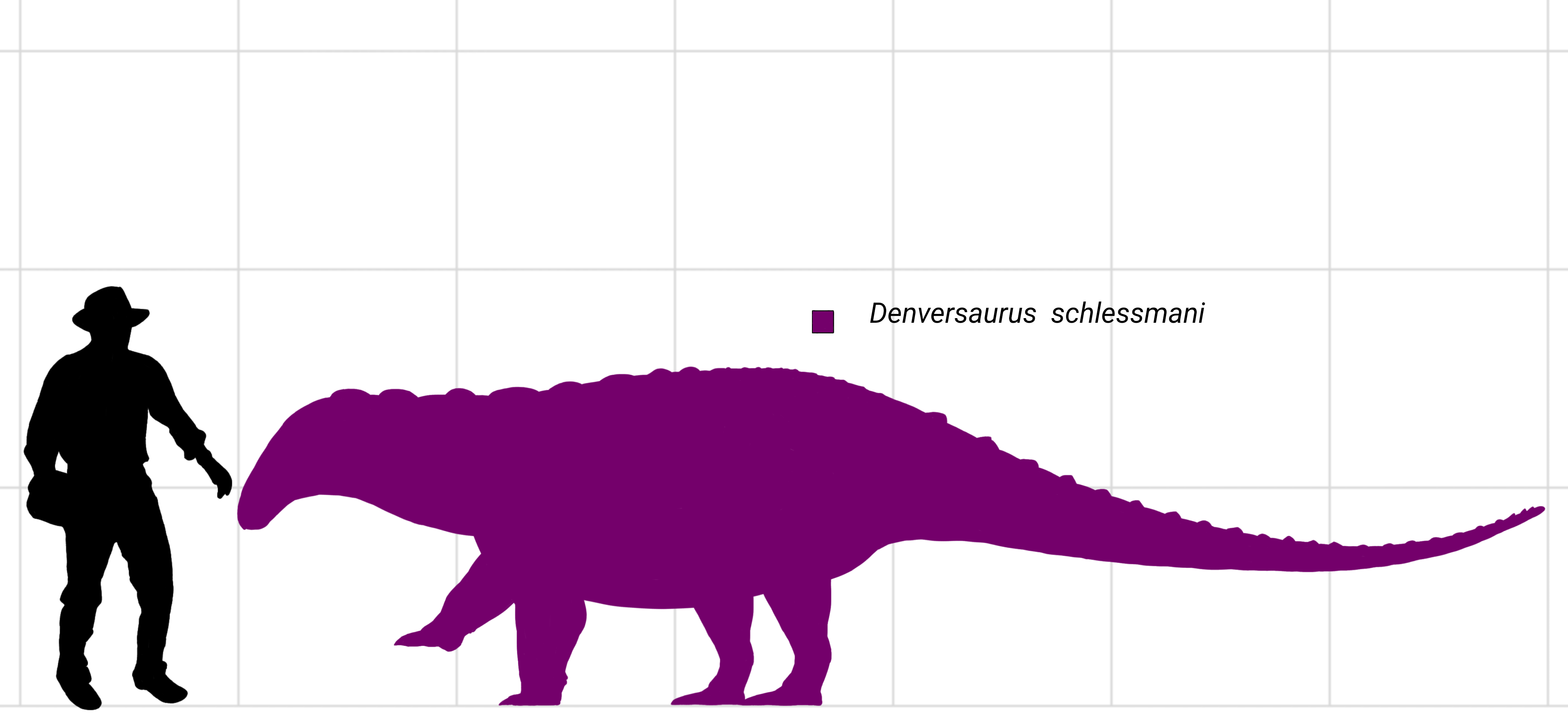
體型比例圖

2010年葛瑞格利·保羅估計丹佛龍身長6公尺及體重3噸。
1988年巴克認為丹佛龍與埃德蒙頓甲龍和查斯騰伯格龍的差異在於頭骨後部較寬、眼窩位置更靠後。正模標本頭骨長49.6公分、後部寬34.6公分；AMNH 3076標本的比例較沒那麼極端，長39.5公分、後部寬22公分。1990年卡彭特表示歸入標本較大的頭骨長寬比是化石擠壓所造成的。
2015年本斯提出丹佛龍不同於埃德蒙頓甲龍、但與胄甲龍相似之處在於膨脹突起的頭骨輪廓、各個頭頂裝甲有可見溝槽，與胄甲龍的差異為丹佛龍有著相對較寬的吻部。

## 分類
1988年巴克將丹佛龍置於結節龍超科中假設的結節龍科姊妹群埃德蒙頓甲龍科（Edmontoniidae），可能不屬於甲龍類而是最後倖存的劍龍類。這樣的假設已不被現代支序分類學所支持。現在丹佛龍的標本，無論是獨立屬或埃德蒙頓甲龍的異名，都被認為屬於甲龍類結節龍科。保羅假設丹佛龍是長頭埃德蒙頓甲龍的直系後代。本斯將丹佛龍與胄甲龍互成姊妹群。無論如何，丹佛龍都是已知最後倖存的裝甲類之一。